# Mike Jackel
Michael „Mike“ Jackel (ur. 19 października 1959 w Vancouver) – niemiecki koszykarz pochodzenia kanadyjskiego, grający na pozycji niskiego skrzydłowego, reprezentant kraju, olimpijczyk, trener.

## Kariera
Mike Jackel urodził się w Vancouver jako syn niemieckich rodziców, którzy wyemigrowali do Kanady. Uczył się na Uniwersytecie Simona Frasera w Burnaby w prowincji Kolumbia Brytyjska, gdzie w latach 1978–1982 grał w występującej w lidze NAIA uniwersyteckiej drużynie, dla której zdobył łącznie 1940 punktów (2. wynik wszech czasów uczelni). W sezonie 1981/82 ze średnią 28,9 punktów na mecz był najlepszym ofensywnym zawodnikiem w lidze NAIA (w 1994 roku został wybrany do Galerii Sławy Sportu uczelni, a w 2003 roku do Galerii Sławy Koszykówki Kolumbii Brytyjskiej).
Następnie wyjechał do ojczyzny swoich rodziców, RFN i podpisał kontrakt z MTV Wolfenbüttel, z którym już po kilku miesiącach zdobył Puchar Niemiec, po czym przeniósł się do ASC 1846 Göttingen, w którym grał do 1985 roku. Zdobył z tym klubem dwukrotnie Mistrzostwo Niemiec (1983, 1984) oraz dwukrotnie Puchar Niemiec (1984, 1985). Następnie został zawodnikiem Saturna Köln, którego właścicielem był wówczas finansista, Friedrich Wilhelm Waffenschmidt. Z klubem z Nadrenii Północnej-Westfalii również odnosił sukcesy: dwukrotne mistrzostwo (1987, 1988) oraz wicemistrzostwo Niemiec (1986), dwukrotnie król strzelców Bundesligi (1985, 1987) oraz został Koszykarzem Roku w Bundeslidze w 1988 roku. Stanowił również o sile klubu w europejskich rozgrywkach, szczególnie w Pucharze Europy Mistrzów Krajowych 1987/1988, w którym awansował z klubem do Top 8, w którym 26 listopada 1987 roku w wygranym 102:78 meczu domowym z obrońcą trofeum, włoską Olimpią Mediolan zdobył 29 punktów, 10 grudnia 1987 roku w wygranym 103:98 meczu domowym z hiszpańską FC Barceloną zdobył 27 punktów oraz 21 stycznia 1988 roku w wygranym 126:97 meczu wyjazdowym z holenderskim EBBC Den Bosch zdobył 42 punkty, jednak klub zajął 6. miejsce w tabeli i nie awansował do Final Four.
W sezonie 1988/1989 reprezentował barwy DTV Charlottenburg z Berlina Zachodniego, z którym zajął 3. miejsce po wygranej rywalizacji z byłym klubem, Saturnem Köln, natomiast w Pucharze Koracia 1988/1989 odpadł w drugiej rundzie po przegranej rywalizacji z sowieckim Stroitielem Kijów (93:106, 85:82). Następnie wrócił do Saturna Köln, który w sezonie 1989/1990 występował pod nazwą Galatasaray Köln, z którym zajął 3. miejsce po wygranej rywalizacji z TTL Basketball Bamberg, jednak klub w lutym 1990 roku z powodu problemów finansowych ogłosił swoją upadłość.
Następnie został zawodnikiem TTL Bamberg, którego wówczas trenerem był Terence Schofield. Jackel wspominał pobyt w klubie następująco:

To było jak w pierwszych dniach w Getyndze. Miasto, atmosfera na hali, to koszykarskie szaleństwo - to było dokładnie środowisko, w którym czuję się komfortowo.

W 1992 roku zdobył z klubem Puchar Niemiec po wygranej w finale z BSG Basket Ludwigsburg, w którym zdobył 24 punkty. W tym samym roku w wygranej rywalizacji w ćwierćfinale Bundesligi 2:0 z Brandt Hagen zdobył 55 punktów. W sezonie 1992/1993 zdobył wicemistrzostwo Niemiec po przegranej rywalizacji w finale 3:1 z Bayerem Leverkusen (średnia Jackela 19,4 punktów na mecz). W sezonie 1993/1994 Jackel był nękany problemami ze stopami, które zagroziły jego dalszej karierze, jednak ponownie został najlepszym strzelcem zespołu (23,2 punktu na mecz). Jackel był podziwiany przez rozpoczynającego wówczas karierę Dirka Nowitzkiego, który jako zawodnik DJK Würzburg miał okazję grać przeciwko Jackelowi.
W 1996 roku został zawodnikiem SG Braunschweig, którego dyrektorem sportowym był wówczas były trener Jackela w TTL Bamberg, Terence Schofield. Pod koniec listopada 1996 roku w meczu z MTV 1846 Gießen zdobył swój 10000. punkt w Bundeslidze. Po sezonie 1998/1999 Jackel zakończył karierę sportową, którą planował zakończyć w swoim macierzystym klubie, MTV Wolfenbüttel, który grał wówczas w 2. Bundeslidze. Łącznie w Bundeslidze zdobył 10783 punktów, co czyni go najlepszym strzelcem w historii rozgrywek.

## Kariera reprezentacyjna
Mike Jackel w latach 1984–1993 w reprezentacji RFN/Niemiec rozegrał 113 meczów, w których zdobył 2167 punktów (średnia 19,2 punktów na mecz, najwięcej punktów w jednym meczu: 42). Debiut zaliczył 19 listopada 1984 roku w Osnabrücku w wygranym 91:63 meczu towarzyskim z reprezentacją Węgier, w którym zdobył 18 punktów.
Na mistrzostwach Europy 1985 w RFN, na których Die Mannschaft zajęła 5. miejsce po wygranej 15 czerwca 1985 roku na Schleyerhalle w Stuttgarcie 100:81 z reprezentacją Francji, ze średnią 19,69 punktów na mecz był drugim obok Detlefa Schrempfa najskuteczniejszym zawodnikiem swojej drużyny. Na mistrzostwach Europy 1987 w Grecji, na których Die Mannschaft zajęła 6. miejsce po przegranej 14 czerwca 1987 roku na Peace and Friendship Stadium w Pireusie 87:84 z reprezentacją Włoch, zdobył średnią 23,5 punktów na mecz. Wcześniej na tym samym turnieju 5 czerwca 1987 roku na tym samym obiekcie po wygranej 112:107 po dogrywce z reprezentacją Izraela zdobył 42 punkty, dzięki czemu pobił swój indywidualny rekord w meczach międzypaństwowych.
Na turnieju olimpijskim 1992 w Barcelonie zdobył średnią 14,1 punktu na mecz i był drugim po Detlefie Schrempfie najskuteczniejszym zawodnikiem Die Mannschaft, która zakończyła turniej na 7. miejscu po wygranej 8 sierpnia 1992 roku na Palau Municipal d’Esports de Badalona 96:86 z reprezentacją Portoryka. Na mistrzostwach Europy 1993 w Niemczech Die Mannschaft niespodziewanie triumfowała w turnieju po wygranej 4 lipca 1993 roku na Olympiahalle w Monachium w finale 71:70 z reprezentacją Rosji, w którym Jackel zdobył 10 punktów, a po turnieju zakończył reprezentacyjną karierę.

## Charakterystyka
Mike Jackel był leworęcznym zawodnikiem. Gra Jackela charakteryzowała się szybkim pierwszym krokiem w ataku i jego wysokim ryzykiem rzutu, w tym bezpiecznym rzutem ze średniej odległości.

Nigdy mi nie przeszkadzało, że nigdy nie byłem najbardziej wysportowanym zawodnikiem.

Zawsze byłem szybki i potrafiłem podciągnąć do kosza; Ponadto ciężko pracowałem w college’u, aby zdobyć niecelny strzał. – wspominał Jackel w książce pt. 50 Jahre Basketball-Bundesliga

## Sukcesy

### Zawodnicze
MTV Wolfenbüttel
- Puchar Niemiec: 1982

ASC 1846 Göttingen
- Mistrzostwo Niemiec: 1983, 1984
- Puchar Niemiec: 1984, 1985

Saturn Köln
- Mistrzostwo Niemiec: 1987, 1988
- Wicemistrzostwo Niemiec: 1986

DTV Charlottenburg
- 3. miejsce w Bundeslidze: 1989

Galatasaray Köln
- 3. miejsce w Bundeslidze: 1990

TTL Bamberg
- Wicemistrzostwo Niemiec: 1993
- Puchar Niemiec: 1992

Reprezentacyjne
- Mistrzostwo Europy: 1993

### Indywidualne
- Król strzelców Bundesligi: 1985, 1987
- Koszykarz Roku w Bundeslidze: 1988
- Członek Galerii Sławy Sportu Uniwersytetu Simona Frasera: 1994
- Członek Galerii Sławy Koszykówki Kolumbii Brytyjskiej: 2003

### Rekordy
- Najlepszy strzelec w Bundeslidze: 10783 punktów
- 2. najlepszy strzelec w reprezentacji Niemiec: 2167 punktów

## Po zakończeniu kariery
Mike Jackel po zakończeniu kariery sportowej pracował jako trener z młodzieżą w Dolnej Saksonii, następnie wrócił wraz z rodziną do Kanady, gdzie przez 10 lat był trenerem w akademii koszykówki, potem został policjantem.

## Życie prywatne
Mike Jackel ma żonę Frauke, która pochodzi z Getyngi. Mają syna Kevina, który grał koszykówkę w Douglas College w New Westminster w prowincji Kolumbia Brytyjska. Jego siostrzeniec, Lasse Siebling również jest koszykarzem.